# Leonardo Inga Sales
Leonardo Inga Sales (Iquitos, 22 de marzo de 1982) es un ingeniero industrial, ingeniero civil y político peruano. Fue congresista de la república durante el periodo parlamentario 2020-2021.

## Biografía
Nació en Iquitos, Provincia de Maynas, región Loreto, el 22 de marzo de 1982. Es hijo del político peruano Leonardo Inga Vásquez y Mirly Sales Dávila. Ingeniero Industrial, por la Pontificia Universidad Católica del Perú e Ingeniero Civil por la Universidad César Vallejo, con estudios de Especialización por el Centro de Negocios de la Pontificia Universidad Católica del Perú en Administración Estratégica De Empresas. Cuenta con experiencia profesional en administración de empresas, desempeñándose en cargos como Gerente General, Gerente de Operaciones y Gerente de Proyectos.

## Vida política
Ingresó al partido político Acción Popular el 19 de julio de 2011.
El 25 de setiembre del 2021 fue elegido Secretario General Provincial de Alto Amazonas de Acción Popular para el periodo 2021-2023 

### Congresista
En los comicios extraordinarios del 2020 resultó elegido congresista de la República por Loreto para el período 2020-2021 con 16 686 votos.
El 21 de abril de 2020 en una jornada histórica en el Congreso Peruano, se instaló de manera virtual la comisión multipartidaria que realizará el seguimiento y la evaluación a las acciones del Poder Ejecutivo para enfrentar el coronavirus (Covid-19) en el país. La sesión se transmitió en vivo por la señal del Canal del Congreso. En la reunión Leonardo Inga (Acción Popular) fue elegido presidente de la comisión, y como vicepresidente y secretario a los congresistas Luis Castillo Oliva (Podemos Perú) y Erwin Tito Ortega (Fuerza Popular), respectivamente.